# Llista de monuments de Sant Llorenç Savall
Llista de monuments de Sant Llorenç Savall inclosos en l'Inventari del Patrimoni Arquitectònic de Catalunya per al municipi de Sant Llorenç Savall (Vallès Occidental). Inclou els inscrits en el Registre de Béns Culturals d'Interès Nacional (BCIN) amb la classificació de monuments històrics i els béns culturals d'interès local (BCIL) de caràcter arquitectònic.
| Monument                                                       | Protecció    | Estil/època                              | Localització                                                                              | Coordenades                                          | Codi?         | Imatge |
| -------------------------------------------------------------- | ------------ | ---------------------------------------- | ----------------------------------------------------------------------------------------- | ---------------------------------------------------- | ------------- | --- |
| Castell de Pera o Castell sa Pera                              | BCIN 1494-MH | Romànic X-XI, XIII-XIV                   | Sant Llorenç Savall Accés des de la Vall d'Horta                                          | 41° 41′ 26″ N, 2° 01′ 43″ E / 41.690459°N,2.028741°E | RI-51-0005646 | Castell de Pera (Sant Llorenç Savall) · Vegeu més fotos d'aquest monument · Carregueu una nova foto d'aquest monument                             |
| Castell de la Roca o Torreta                                   | BCIN 1495-MH | Romànic Medieval                         | Sant Llorenç Savall En un turó a la dreta del camí de la Creu de Ricó                     | 41° 40′ 08″ N, 2° 02′ 55″ E / 41.668970°N,2.048669°E | RI-51-0005647 | Castell de la Roca (Sant Llorenç Savall) · Vegeu més fotos d'aquest monument · Carregueu una nova foto d'aquest monument                          |
| Castell de Rocamur                                             | BCIN 1496-MH | Romànic XI-XII                           | Sant Llorenç Savall Turó de Rocamur, entre el Marquet de les Roques i la vall de Mur      | 41° 40′ 07″ N, 2° 01′ 29″ E / 41.668555°N,2.024654°E | RI-51-0005648 | Castell de Rocamur (Sant Llorenç Savall) · Modifica el valor a Wikidata · Carregueu una nova foto d'aquest monument                               |
| Casal de Vallverd                                              | BCIN 1497-MH | Romànic XI-XII                           | Sant Llorenç Savall Turó damunt l'església de Sant Jaume de Vallverd                      | 41° 40′ 15″ N, 2° 04′ 55″ E / 41.670876°N,2.081885°E | RI-51-0005649 | Carregueu una nova foto d'aquest monument |
| Creu de terme de Sant Llorenç Savall                           | BCIN 3980-MH | Obra popular XVII-XVIII                  | Sant Llorenç Savall Era del Có, al turó del Calvari                                       | 41° 40′ 38″ N, 2° 03′ 36″ E / 41.677319°N,2.060100°E | IPA-27957     | Carregueu una nova foto d'aquest monument |
| Cal Ferrer del Mig                                             |              | Obra popular XVII                        | Sant Llorenç Savall C. Barcelona, 30                                                      | 41° 40′ 40″ N, 2° 03′ 31″ E / 41.677783°N,2.058665°E | IPA-27954     | Carregueu una nova foto d'aquest monument |
| Cal Maurici                                                    |              | Modernisme XX Inici                      | Sant Llorenç Savall Av. Catalunya, 56                                                     | 41° 40′ 41″ N, 2° 03′ 28″ E / 41.678171°N,2.05765°E  | IPA-27955     | Carregueu una nova foto d'aquest monument |
| Cal Berbis                                                     |              | Modernisme XX Inici                      | Sant Llorenç Savall Av. Catalunya, 58                                                     | 41° 40′ 42″ N, 2° 03′ 28″ E / 41.678208°N,2.057757°E | IPA-27956     | Carregueu una nova foto d'aquest monument |
| Casa Albergès                                                  | BCIL 1983    | Noucentisme XX Inici                     | Sant Llorenç Savall C. Ripoll, 2                                                          | 41° 40′ 40″ N, 2° 03′ 29″ E / 41.677742°N,2.058028°E | IPA-27958     | Carregueu una nova foto d'aquest monument |
| Cal Però                                                       | BCIL 1983    | Obra popular XVIII-XIX                   | Sant Llorenç Savall C. Ripoll, 17-19                                                      | 41° 40′ 38″ N, 2° 03′ 30″ E / 41.677258°N,2.058324°E | IPA-27959     | Carregueu una nova foto d'aquest monument |
| Carrer de Vic                                                  | BCIL 1983    | Obra popular XVII                        | Sant Llorenç Savall C. de Vic                                                             | 41° 40′ 44″ N, 2° 03′ 32″ E / 41.678776°N,2.058866°E | IPA-27960     | Carregueu una nova foto d'aquest monument |
| Escoles velles                                                 | BCIL 1983    | Noucentisme Antoni de Falguera XX (1924) | Sant Llorenç Savall C. del Vapor                                                          | 41° 40′ 53″ N, 2° 03′ 25″ E / 41.681452°N,2.056869°E | IPA-27961     | Carregueu una nova foto d'aquest monument |
| Molí de l'Agell                                                |              | Obra popular XVI, XVIII                  | Sant Llorenç Savall                                                                       | 41° 40′ 11″ N, 2° 03′ 26″ E / 41.669683°N,2.057185°E | IPA-27962     | Molí de l'Agell (Sant Llorenç Savall) · Vegeu més fotos d'aquest monument · Carregueu una nova foto d'aquest monument                             |
| Ca l'Armengol                                                  | BCIL 1983    | Obra popular XVII                        | Sant Llorenç Savall Camí de Granera a 2.400 m del poble                                   | 41° 42′ 08″ N, 2° 03′ 38″ E / 41.702126°N,2.060437°E | IPA-27963     | Carregueu una nova foto d'aquest monument |
| Mas la Busqueta                                                | BCIL 1983    | Obra popular XIII                        | Sant Llorenç Savall Camí del Mas la Busqueta a 1.200 m del poble                          | 41° 40′ 20″ N, 2° 04′ 15″ E / 41.672281°N,2.07095°E  | IPA-27964     | Carregueu una nova foto d'aquest monument |
| Masia del Marquet de les Roques                                | BCIL 1983    | Modernisme XIII, XIX Final               | Sant Llorenç Savall Ctra. B-124, camí trencall al Marquet de les Roques, vall d'Horta     | 41° 40′ 39″ N, 2° 01′ 12″ E / 41.677433°N,2.020045°E | IPA-27965     | Masia del Marquet de les Roques (Sant Llorenç Savall) · Vegeu més fotos d'aquest monument · Carregueu una nova foto d'aquest monument             |
| Masia la Roca                                                  | BCIL 1983    | Obra popular XIV, XVI                    | Sant Llorenç Savall Ctra. de Castellar del Vallès a Sant Llorenç, km 17,3, camí a la casa | 41° 40′ 12″ N, 2° 02′ 35″ E / 41.669971°N,2.042994°E | IPA-27966     | Masia la Roca (Sant Llorenç Savall) · Vegeu més fotos d'aquest monument · Carregueu una nova foto d'aquest monument                               |
| Masia Pont Ferrer o Casa Ponçferrer, Ponsferrer, Pons-Ferrer   | BCIL 1983    | Obra popular XIV, XVIII                  | Sant Llorenç Savall Ctra. de Castellar del Vallès a Sant Llorenç, km 17,3, camí a la casa | 41° 40′ 53″ N, 2° 03′ 21″ E / 41.681335°N,2.055729°E | IPA-27967     | Masia Pont Ferrer (Sant Llorenç Savall) · Vegeu més fotos d'aquest monument · Carregueu una nova foto d'aquest monument                           |
| Església de Sant Feliu de Vallcarca o Sant Feliuet             | BCIL 1983    | Romànic XI                               | Sant Llorenç Savall Sobre la casa de l'Armengol, al sector de Vallcàrcara                 | 41° 42′ 08″ N, 2° 03′ 33″ E / 41.702205°N,2.059126°E | IPA-27968     | Església de Sant Feliu de Vallcarca (Sant Llorenç Savall) · Vegeu més fotos d'aquest monument · Carregueu una nova foto d'aquest monument         |
| Capella de Sant Jaume de Vallverd                              | BCIL 1983    | Romànic XII, XX                          | Sant Llorenç Savall Camí del Mas la Busqueta, des del c. Ripoll                           | 41° 40′ 15″ N, 2° 04′ 55″ E / 41.670837°N,2.081842°E | IPA-27969     | Capella de Sant Jaume de Vallverd (Sant Llorenç Savall) · Vegeu més fotos d'aquest monument · Carregueu una nova foto d'aquest monument           |
| Can Dalmau i capella de Sant Pere de Dalmau o Sant Pere de Mur | BCIL 1983    | Romànic                                  | Sant Llorenç Savall                                                                       | 41° 39′ 25″ N, 2° 01′ 56″ E / 41.657064°N,2.03222°E  | IPA-27970     | Can Dalmau i capella de Sant Pere de Dalmau (Sant Llorenç Savall) · Vegeu més fotos d'aquest monument · Carregueu una nova foto d'aquest monument |
| Masia Comabella                                                | BCIL 1983    | Obra popular XIV                         | Sant Llorenç Savall Pl. de Comabella, urbanització Comabella                              | 41° 41′ 01″ N, 2° 02′ 58″ E / 41.683563°N,2.049533°E | IPA-27971     | Carregueu una nova foto d'aquest monument |
| Can Brossa                                                     | BCIL 1983    | Obra popular XIV                         | Sant Llorenç Savall A mig camí de la Vall d'Horta, al vessant oriental                    | 41° 40′ 50″ N, 2° 01′ 33″ E / 41.68059°N,2.0258°E    | IPA-27972     | Can Brossa (Sant Llorenç Savall) · Vegeu més fotos d'aquest monument · Carregueu una nova foto d'aquest monument                                  |
| Can Comadrau                                                   | BCIL 1983    | Obra popular XIV                         | Sant Llorenç Savall Ctra. B-124, km 17, Vall d'Horta                                      | 41° 40′ 18″ N, 2° 02′ 08″ E / 41.671539°N,2.035595°E | IPA-27973     | Carregueu una nova foto d'aquest monument |
| Cal Marquet de l'Era                                           | BCIL 1983    | Barroc XVII, XII                         | Sant Llorenç Savall C. Sant Feliu, 2 - c. Nou                                             | 41° 40′ 50″ N, 2° 03′ 27″ E / 41.680477°N,2.05758°E  | IPA-27974     | Carregueu una nova foto d'aquest monument |
| Habitatge a la carretera Prats de Lluçanès, 80                 | BCIL 1983    | Obra popular XX                          | Sant Llorenç Savall Ctra. Prats de Lluçanès, 80                                           | 41° 40′ 55″ N, 2° 03′ 19″ E / 41.681962°N,2.055324°E | IPA-27975     | Carregueu una nova foto d'aquest monument |
| Conjunt del carrer Barcelona                                   | BCIL 1983    | Obra popular XVII                        | Sant Llorenç Savall C. Barcelona                                                          | 41° 40′ 41″ N, 2° 03′ 32″ E / 41.678181°N,2.058791°E | IPA-33363     | Conjunt del carrer Barcelona (Sant Llorenç Savall) · Vegeu més fotos d'aquest monument · Carregueu una nova foto d'aquest monument                |
| Mas Oliveres                                                   | BCIL 1983    | Obra popular XIV                         | Sant Llorenç Savall Vall d'Horta                                                          | 41° 40′ 26″ N, 2° 02′ 08″ E / 41.673916°N,2.035463°E | IPA-33364     | Mas Oliveres (Sant Llorenç Savall) · Vegeu més fotos d'aquest monument · Carregueu una nova foto d'aquest monument                                |
| Casal al carrer Ripoll, 17                                     |              | Obra popular XVIII                       | Sant Llorenç Savall C. Ripoll, 17                                                         |                                                      | IPA-34370     | Carregueu una nova foto d'aquest monument |
| Cal Blasi                                                      | BCIL 1983    | Noucentisme XX Inici                     | Sant Llorenç Savall Av. Catalunya, 13                                                     | 41° 40′ 43″ N, 2° 03′ 28″ E / 41.678478°N,2.057729°E | IPA-34371     | Carregueu una nova foto d'aquest monument |
| Casal al carrer Nou, 33                                        | BCIL 1983    | Obra popular XVIII, XX                   | Sant Llorenç Savall C. Nou, 33                                                            | 41° 40′ 47″ N, 2° 03′ 27″ E / 41.679763°N,2.057386°E | IPA-34372     | Carregueu una nova foto d'aquest monument |
| Habitatge a la carretera de Sabadell a Prats                   | BCIL 1983    | Obra popular XX Inici                    | Sant Llorenç Savall Ctra. de Prats de Lluçanès, 14 i 14 bis                               | 41° 40′ 37″ N, 2° 03′ 26″ E / 41.676978°N,2.057115°E | IPA-34374     | Carregueu una nova foto d'aquest monument |
| Carrer Nou                                                     | BCIL 1983    | Obra popular XVI, XX                     | Sant Llorenç Savall C. Nou, entre la pl. Major i el Marquet de l'Era                      | 41° 40′ 47″ N, 2° 03′ 26″ E / 41.679664°N,2.05734°E  | IPA-34376     | Carregueu una nova foto d'aquest monument |
| Carrer del Bisbe Solà                                          | BCIL 1983    | Obra popular XVII, XX                    | Sant Llorenç Savall C. del Bisbe Solà                                                     | 41° 40′ 39″ N, 2° 03′ 33″ E / 41.677472°N,2.059138°E | IPA-34377     | Carregueu una nova foto d'aquest monument |
| Carrer Rectoria                                                | BCIL 1983    | Obra popular XVII, XX                    | Sant Llorenç Savall C. Rectoria                                                           | 41° 40′ 43″ N, 2° 03′ 27″ E / 41.67873°N,2.05763°E   | IPA-34378     | Carregueu una nova foto d'aquest monument |
| Plaça Major                                                    | BCIL 1983    |                                          | Sant Llorenç Savall Pl. Major                                                             | 41° 40′ 43″ N, 2° 03′ 30″ E / 41.678644°N,2.058232°E | IPA-34380     | Plaça Major (Sant Llorenç Savall) · Vegeu més fotos d'aquest monument · Carregueu una nova foto d'aquest monument                                 |
| El Daví                                                        | BCIL 1983    | Obra popular XII, XIX                    | Sant Llorenç Savall Al fons de la vall de Mur, vora el torrent del Daví                   | 41° 39′ 37″ N, 2° 01′ 46″ E / 41.660221°N,2.029578°E | IPA-34382     | El Daví (Sant Llorenç Savall) · Vegeu més fotos d'aquest monument · Carregueu una nova foto d'aquest monument                                     |
| La Muntada                                                     | BCIL 1983    | Obra popular XI, XVIII, XX               | Sant Llorenç Savall Parc de Sant Llorenç                                                  | 41° 40′ 40″ N, 2° 01′ 51″ E / 41.677796°N,2.030948°E | IPA-34383     | La Muntada (Sant Llorenç Savall) · Vegeu més fotos d'aquest monument · Carregueu una nova foto d'aquest monument                                  |
| La Serra                                                       | BCIL 1983    | Obra popular XIV, XX                     | Sant Llorenç Savall Ctra. de Gallifa, km 3                                                | 41° 40′ 53″ N, 2° 04′ 52″ E / 41.681307°N,2.081213°E | IPA-34384     | Carregueu una nova foto d'aquest monument |
| Can Monner o Collmoner                                         | BCIL 1983    | Obra popular XV                          | Sant Llorenç Savall Pista forestal des del Coll de les Forques                            | 41° 39′ 49″ N, 2° 05′ 32″ E / 41.663678°N,2.092178°E | IPA-34385     | Carregueu una nova foto d'aquest monument |
| Can Sallent                                                    | BCIL 1983    | Obra popular XV, XX                      | Sant Llorenç Savall Pista forestal des del Coll de les Forques                            | 41° 40′ 24″ N, 2° 06′ 11″ E / 41.673392°N,2.103141°E | IPA-34386     | Carregueu una nova foto d'aquest monument |
| Can Paretó                                                     | BCIL 1983    | Obra popular XIV                         | Sant Llorenç Savall A la capçalera del torrent de Can Sallent                             | 41° 40′ 36″ N, 2° 06′ 05″ E / 41.676757°N,2.101461°E | IPA-34387     | Carregueu una nova foto d'aquest monument |
| Pregona                                                        | BCIL 1983    | Obra popular, modernisme XIII, XX        | Sant Llorenç Savall Al fons de la vall d'Horta                                            | 41° 41′ 18″ N, 2° 00′ 57″ E / 41.688215°N,2.015832°E | IPA-34388     | Carregueu una nova foto d'aquest monument |
| Can Romeu                                                      | BCIL 1983    | Obra popular XVIII                       | Sant Llorenç Savall Ctra. B-124, km 17,2, camí a Can Romeu, Vall d'Horta                  | 41° 41′ 18″ N, 2° 01′ 09″ E / 41.688244°N,2.019232°E | IPA-34389     | Carregueu una nova foto d'aquest monument |
| Agramunt                                                       | BCIL 1983    | Obra popular XIV, XVII                   | Sant Llorenç Savall                                                                       | 41° 41′ 30″ N, 2° 01′ 27″ E / 41.691789°N,2.024141°E | IPA-34390     | Carregueu una nova foto d'aquest monument |
| Genescà o Genescar, Ginascar                                   | BCIL 1983    | X                                        | Sant Llorenç Savall Accés des de la urbanització Comabella                                | 41° 41′ 30″ N, 2° 02′ 30″ E / 41.691532°N,2.041689°E | IPA-34391     | Carregueu una nova foto d'aquest monument |
| Saladelafont                                                   | BCIL 1983    | Obra popular XVI                         | Sant Llorenç Savall Al vessant nord-est del castell de Pera                               | 41° 41′ 40″ N, 2° 01′ 56″ E / 41.694406°N,2.032141°E | IPA-34392     | Carregueu una nova foto d'aquest monument |
| El Galí                                                        | BCIL 1983    | Obra popular XIV, XX Final               | Sant Llorenç Savall                                                                       | 41° 42′ 33″ N, 2° 02′ 20″ E / 41.709298°N,2.038961°E | IPA-34393     | Carregueu una nova foto d'aquest monument |
| Salallassera                                                   | BCIL 1983    | Obra popular XI                          | Sant Llorenç Savall                                                                       | 41° 42′ 16″ N, 2° 04′ 37″ E / 41.704385°N,2.076966°E | IPA-34395     | Carregueu una nova foto d'aquest monument |
| Can Salvi                                                      | BCIL 1983    | Obra popular XVIII, XX                   | Sant Llorenç Savall                                                                       | 41° 40′ 03″ N, 2° 06′ 46″ E / 41.66739°N,2.11268°E   | IPA-34396     | Carregueu una nova foto d'aquest monument |
| Carrer del Raval                                               | BCIL 1983    | Obra popular XVII, XX                    | Sant Llorenç Savall C. Raval                                                              | 41° 40′ 50″ N, 2° 03′ 29″ E / 41.680452°N,2.057917°E | IPA-36703     | Carregueu una nova foto d'aquest monument |
| Pont de la Roca                                                |              | Obra popular XIX                         | Sant Llorenç Savall Sobre el riu Ripoll, damunt la resclosa de la Roca                    | 41° 40′ 01″ N, 2° 02′ 50″ E / 41.66690°N,2.04732°E   | IPA-37039     | Carregueu una nova foto d'aquest monument |
| Bòbila de la Roca                                              |              | Obra popular                             | Sant Llorenç Savall                                                                       |                                                      | IPA-41598     | Carregueu una nova foto d'aquest monument |
| Molí de la Roca                                                |              | Obra popular                             | Sant Llorenç Savall Vall d'Horta                                                          | 41° 40′ 08″ N, 2° 02′ 37″ E / 41.66886°N,2.04374°E   | IPA-41599     | Carregueu una nova foto d'aquest monument |
| Forn de calç del Pi Bonic                                      |              | Obra popular                             | Sant Llorenç Savall                                                                       |                                                      | IPA-41600     | Carregueu una nova foto d'aquest monument |
| Forn de pega del Marquet                                       |              | Obra popular                             | Sant Llorenç Savall Camí del Marquet de les Roques, Vall d'Horta                          | 41° 40′ 35″ N, 2° 01′ 12″ E / 41.67641°N,2.02001°E   | IPA-46150     | Carregueu una nova foto d'aquest monument |
| Mas el Vilet                                                   |              |                                          | Sant Llorenç Savall El Vilet, Salallacera                                                 | 41° 42′ 33″ N, 2° 04′ 20″ E / 41.70917°N,2.07211°E   | IPA-53125     | Carregueu una nova foto d'aquest monument |